# 싸이언 맥스
싸이언 맥스(CYON Maxx)는 LG전자가 2010년 3월 3일에 출시한 휴대 전화이다. 국내에 현존하는 피처폰중 XOXO폰과 더불어 고사양의 스펙을 가지고 있다. 세계최초 퀄컴 스냅드래곤 1 GHz CPU를 탑재했다는 것이 특징이다. 세계최초 스냅드래곤 1GHz CPU를 탑재한 피처폰이다.